# Srđ i Bah
Sveti Srđ i Bah, rimski vojnici, kršćanski sveci i mučenici.

## Životopis
Prema legendi bili su časnici graničnih postrojbi rimskog carstva na dvoru cara Maksimijana. Potajno su bili kršćani, a kada se to doznalo, njih dvojica su bili obeščašćeni. Nakon što su preobučeni u ženske haljine, vodili su ih gradskim ulicama. Iz Rima su bili poslani u Siriju, gdje je Bah bijen volovskim žilama i pretučen umro u Barbalisu. Srđ je obuven u cipele s čavlima, otjeran sve do Resafe gdje je posječen mačem.
Smatra se da su pokopani u Resafi, koja je kasnije nazvana Sergiopolis. Grad je u 6. stoljeću postao veliko hodočasničko mjesto. 

## Štovanje
Tijekom kasne antike slavljeni su širom Sredozemlja kad su podignute mnoge crkve njima u čast, uključujući one u Carigradu i Rimu.
Prvi zaštitnici Dubrovnika bili su sveti Srđ i Bah sve do 972. godine, kada ih je zamijenio sveti Vlaho. Njima je bila posvećena jedna crkvica u gradu. Brdo iznad Dubrovnika nosi naziv Srđ.
Blagdan se obilježava 7. listopada ondje gdje se štuje i poslije reforme kalendara. Naime, spomen je unesen u Rimski kalendar tek u 12. stoljeću, ali reformom 1969. godine je dokinut jer ne spada u rimsku tradiciju.

### Članci
- Nagy, Josip. 1972. Sveti Vlaho zaštitnik Dubrovnika. Crkva u svijetu. Sveučilište u Splitu - Katolički bogoslovni fakultet. Split. 7 (3): 256–270